# Le Collectionneur (film, 2002)
Pour les articles homonymes, voir Le Collectionneur.
Pour plus de détails, voir Fiche technique et Distribution.
Le Collectionneur est un film québécois réalisé par Jean Beaudin, sorti en 2002. Le film est adapté du roman éponyme paru en 1995 écrit par l'auteure Chrystine Brouillet.

## Synopsis
À Québec, la détective Maud Graham mène une enquête délicate concernant plusieurs cadavres de jeunes femmes mutilées l’emmenant sur la piste d'un tueur en série méthodique, organisé et intelligent. Pour le coincer, elle échafaude un fin stratagème pour l'attirer à elle.

## Fiche technique
- Titre original : Le Collectionneur
- Titre anglais : The Collector
- Réalisation : Jean Beaudin
- Scénario : Jean Beaudin et Chantal Cadieux, d'après le roman Le Collectionneur de Chrystine Brouillet
- Musique : Michel Cusson
- Direction artistique : Michel Proulx
- Décors : Lise Éthier
- Costumes : Denis Sperdouklis
- Maquillage : Kathryn Casault
- Coiffure : Denis Parent
- Photographie : Daniel Jobin
- Son : Serge Beauchemin, Louis Dupire, Christian Rivest, Hans Peter Strobl, Bernard Gariépy Strobl
- Montage : Michel Arcand
- Production : Jean Beaudin, André Dupuy, Christian Larouche (en) et Ginette Petit
- Société de production : Christal Films Productions
- Sociétés de distribution : Les Films Séville, Christal Films Distribution
- Budget : 5 millions de dollars CA[1]
- Pays de production :  Canada
- Langue originale : français
- Format : couleur - 2,35:1 - Dolby Digital - 35 mm
- Lieux de tournage : Ville de Québec
- Genre : thriller
- Durée : 125 minutes
- Dates de sortie : 
  - Canada :
    - 22 février 2002 (sortie en salle au Québec)
    - 20 août 2002 (DVD)

  - France : 15 mai 2003 (Festival de Cannes)

## Distribution
- Maude Guérin : Maud Graham
- Luc Picard : Michel Rochon
- Lawrence Arcouette : Grégoire
- Charles-André Bourassa : Frédéric Tanguay
- Yves Jacques : François Berger / Babette Brown
- Julie Ménard : Josée
- Yvan Ponton : Robert Fecteau
- Christian Bégin : Roger Moreau
- Alexis Martin : Alain Gagnon
- François Papineau : Claude Brunet
- Charli Arcouette-Martineau : amie de Claude Brunet
- Christophe Deschênes : Michel Rochon à 12 ans
- Yves Corbeil : Casgrain, propriétaire de centre sportif
- Jean-Guy Bouchard : Paul Darveau, journaliste
- Isabelle Miquelon : Myriam Labelle, journaliste
- Normand Bissonnette : Louis Durand, reporter
- Josée Salois : Josiane Girard

## Distinctions

### Récompenses
- Prix Jutra 2003[2] :
  - Meilleur acteur de soutien pour Luc Picard

### Nominations
- Prix Génie 2003 :
  - meilleur réalisateur : Jean Beaudin
  - meilleur son
  - meilleur montage sonore
  - meilleure musique : Michel Cusson

- Prix Jutra 2003 :
  - meilleur film
  - meilleure actrice - Maude Guérin
  - meilleur son